# غند ويلا
غند ويلا هي قرية في مقاطعة أشنوية، إيران. يقدر عدد سكانها بـ 671 نسمة بحسب إحصاء 2016.